# Cantonul Douai-Sud-Ouest
Cantonul Douai-Sud-Ouest este un canton din arondismentul Douai, departamentul Nord, regiunea Nord-Pas-de-Calais, Franța.

## Comune
- Courchelettes
- Cuincy
- Dowaai (parțial, reședință)
- Esquerchin
- Lambres-lez-Douai
- Lauwin-Planque